# Selenops insularis
Selenops insularis är en spindelart som beskrevs av Eugen von Keyserling 1881. Selenops insularis ingår i släktet Selenops och familjen Selenopidae. Inga underarter finns listade i Catalogue of Life.